# بورتريه لأندريا دوريا في دور نيبتون
بورتريه لأندريا دوريا في دور نيبتون هي لوحة زيتية على قماش أكملها برونزينو لمجموعة خاصة في ثلاثينيات القرن السادس عشر أو في أربعينيات القرن نفسه. اللوحة موجودة اليوم في بيناكوتيكا في ميلانو، إيطاليا. هذه البورتريه هي لوحة زيتية مرسومة على قماش بأبعاد 199.5 سم و149 سم. رُسمت اللوحة في إحياء واعٍ لاتفاقية إظهار الشخصيات السياسية الهامة في العري البطولي. تصور اللوحة الأميرال الجنوي، أندريا دوريا متظاهرًا بكونه الإله الكلاسيكي للبحر، نيبتون.

## الوصف
يتناول موضوع اللوحة أندريا دوريا، وهو كوندوتييرو في عصر النهضة وأميرال من جنوة، كان أيضًا الحاكم الفعلي لدولة المدينة. رُسمت اللوحة عندما كان يبلغ أندريا 60 أو 80 عامًا من العمر (التاريخ موضع خلاف إلى حد ما)، في كلتا الحالتين، لا يعكس جسمه سنه في الوقت الذي رُسمت فيه اللوحة.
اختار أن يصور «إله البحر» عاريًا. على الرغم من تصوير دوريا عاريًا، لم يبدُ هشًا أو ضعيفًا. بل صُور على أنه رجل قوي وحازم، وهو ينظر بهدوء إلى كل ما يعاينه ويبدو أيضًا لبقًا ومهذبًا.
ترمز هذه الصورة إلى قوة دوريا ونجاحه وشهرته باعتباره أميرالًا مشهورًا في ذاك الوقت. تبدو لحيته الطويلة متدفقة كموج البحر، وتذكرنا خصلات شعره بأباطرة الرومان. على الرغم من كونه كبيرًا بالسن، فإن جلده ما يزال مرنًا. كان يحمل في الأصل مجدافًا مربعًا يرمز لقيادته التي يمارسها على أسطوله الخاص. رسم فنان غير معروف رمحًا متعدد الرؤوس –وصفه الناقد الفني كاميل باغيلا بأنه «رسم كرتوني»- فوق المجداف. ما تزال الخطوط العريضة للمجداف مرئية بشكل طفيف، ويُحتمل أن نفس الشخص أضاف اسم دوريا.
يحمل دوريا قطعة قماشية بالكاد تغطي أعضاءه التناسلية وتكشف بعضًا من شعر العانة. يؤكد باغيلا أن هذا القطعة القماشية مشدودة بشكل معتدل إلى حد ما، فتبدو معدته بأنها توجه قوتها إلى قضيب دوريا المغطى. ويظهر التلميح بالانتصاب من خلال الخشب القاسي للصارية والرمح متعدد الرؤوس. يصف جوناثان جونز من الغارديان اللوحة بأنها «تعادل بوعي بين البراعة البحرية والجنسية». يرتبط دوريا من خلال رمزية نيبتون -«غزو قوى الطبيعة» من خلال عمله- بالقوى الأسطورية، ويصبح بذلك نيبتون، حاكم المحيطات.

## دوريا
وُلد أندريا دوريا لعائلة أرستقراطية في جمهورية جنوة. كانت عائلته من القادة السياسيين منذ عام 1134 إلى جانب عائلة مؤثرة أخرى هي سبينولا. تيتم أندريا في سن مبكرة.
كان يبلغ عمره 60 عامًا عندما اكتملت هذه اللوحة، وكان دوريا مشهورًا حينها بصفته قائدًا بحريًا. استمر في قيادة أسطول جنوة عدة سنوات إذ كان يجوب البحر الأبيض المتوسط ويشن حربًا على الأتراك والقراصنة البربريين. على الرغم من أن دوريا كان من الأثرياء، دخل في خدمة الملك فرانسوا الأول، الذي جعله النقيب العام. عند انتهاء عقده مع فرانسيس في عام 1528، دخل دوريا في خدمة الإمبراطور تشارلز الخامس. كان دوريا أميرالًا إمبراطوريًا وقاد عدة بعثات ضد الأتراك.
كان دوريا نشطًا وناجحًا دائمًا في المهام العسكرية منذ سنه المبكرة حتى بلوغه أكثر من 80 عامًا، وقد نجح بشكل خاص في البحر. حصل على السلطة والثروة والأسلحة والمعدات والأراضي بسبب نجاحاته العسكرية، وحصل على غنائم الحرب من أعدائه، إذ كانت هذه هي الطريقة العامة التي اكتسب بها نبلاء جنوة القوة والنفوذ. حقق أسطول دوريا انتصارًا على الفرنسيين في عام 1528، وطردهم من جنوة؛ لذا أصبح دوريا الحاكم الجديد. كان يقود عمليات عسكرية ضد القراصنة في مياه جنوة حتى عندما بلغ من العمر 84 عامًا.